# Regering-Chirac I
De regering–Chirac I (Frans: Gouvernement Jacques Chirac I) was de regering van de Franse Republiek van 27 mei 1974 tot 26 augustus 1976.
| Ambtsbekleder                         | Ambtsbekleder                 | Ambtsbekleder                              | Functie(s)                             | Ambtstermijn    | Ambtstermijn     | Partij(en) |
| ------------------------------------- | ----------------------------- | ------------------------------------------ | -------------------------------------- | --------------- | ---------------- | ---------- |
|                                       | Jacques Chirac                | Jacques Chirac (1932–2019)                 | Premier                                | 27 mei 1974     | 26 augustus 1976 | UDR        |
|                                       | Michel Poniatowski            | Michel Poniatowski (1922–2002)             | Minister van Staat                     | 27 mei 1974     | 30 maart 1977    | RI         |
| Minister van Binnenlandse Zaken       | Michel Poniatowski            | Michel Poniatowski (1922–2002)             |                                        | 27 mei 1974     | 30 maart 1977    | RI         |
|                                       | Jean Lecanuet                 | Jean Lecanuet (1920–1993)                  | Minister van Staat                     | 12 januari 1976 | 26 augustus 1976 | CD         |
| Minister van Justitie                 | Jean Lecanuet                 | Jean Lecanuet (1920–1993)                  | 27 mei 1974                            |                 | 26 augustus 1976 | CD         |
| Zegelbewaarder                        | Jean Lecanuet                 | Jean Lecanuet (1920–1993)                  | 27 mei 1974                            |                 | 26 augustus 1976 | CD         |
|                                       | Jean Sauvagnargues            | Jean Sauvagnargues (1915–2002)             | Minister van Buitenlandse Zaken        | 27 mei 1974     | 26 augustus 1976 | O          |
|                                       | Jean-Pierre Fourcade          | Jean-Pierre Fourcade (1929)                | Minister van Financiën                 | 27 mei 1974     | 26 augustus 1976 | RI         |
| Minister van Economische Zaken        | Jean-Pierre Fourcade          | Jean-Pierre Fourcade (1929)                |                                        | 27 mei 1974     | 26 augustus 1976 | RI         |
|                                       |                               | Jacques Soufflet (1912–1990)               | Minister van Defensie                  | 27 mei 1974     | 30 januari 1975  | UDR        |
|                                       | Yvon Bourges                  | Yvon Bourges (1921–2009)                   | Minister van Defensie                  | 30 januari 1975 | 1 oktober 1980   | UDR        |
|                                       |                               | Vincent Ansquer (1925–1987)                | Minister van Buitenlandse Handel       | 27 mei 1974     | 12 januari 1976  | UDR        |
| Minister voor Midden- en Kleinbedrijf |                               | Vincent Ansquer (1925–1987)                |                                        | 27 mei 1974     | 12 januari 1976  | UDR        |
|                                       | Raymond Barre                 | Raymond Barre (1924–2007)                  | Minister van Buitenlandse Handel       | 12 januari 1976 | 26 augustus 1976 | O          |
| Minister voor Midden- en Kleinbedrijf | Raymond Barre                 | Raymond Barre (1924–2007)                  |                                        | 12 januari 1976 | 26 augustus 1976 | O          |
|                                       | Simone Veil                   | Simone Veil (1927–2017)                    | Minister van Volksgezondheid           | 27 mei 1974     | 4 juli 1979      | DVD        |
|                                       |                               | Michel Durafour (1920–2017)                | Minister van Arbeid en Werkgelegenheid | 27 mei 1974     | 26 augustus 1976 | CR         |
|                                       |                               | André Jarrot (1909–2000)                   | Minister van Levenskwaliteit           | 27 mei 1974     | 12 januari 1976  | UDR        |
|                                       |                               | André Fosset (1918–2001)                   | Minister van Levenskwaliteit           | 12 januari 1976 | 26 augustus 1976 | UDR        |
|                                       |                               | René Haby (1919–2003)                      | Minister van Onderwijs                 | 27 mei 1974     | 5 april 1978     | RI         |
|                                       | Alain Madelin                 | Michel d'Ornano (1924–1991)                | Minister van Wetenschap                | 14 juni 1974    | 30 maart 1977    | RI         |
| Minister voor Industriële Zaken       | Alain Madelin                 | Michel d'Ornano (1924–1991)                |                                        | 14 juni 1974    | 30 maart 1977    | RI         |
|                                       |                               | Robert Galley (1921–2021)                  | Minister van Transport                 | 27 mei 1974     | 26 augustus 1976 | UDR        |
|                                       | Christian Bonnet              | Christian Bonnet (1921–2020)               | Minister van Landbouw en Visserij      | 27 mei 1974     | 30 maart 1977    | RI         |
|                                       | Jean-Jacques Servan-Schreiber | Jean-Jacques Servan- Schreiber (1924–2006) | Minister van Publieke Diensten         | 27 mei 1974     | 10 juni 1974     | PRG        |
|                                       | Pierre Abelin                 | Pierre Abelin (1909–1977)                  | Minister voor Samenwerking             | 27 mei 1974     | 12 januari 1976  | CD         |
|                                       |                               | Jean de Lipkowski (1920–1997)              | Minister voor Samenwerking             | 12 januari 1976 | 26 augustus 1976 | UDR        |